# アルブレヒト2世 (オーストリア公)

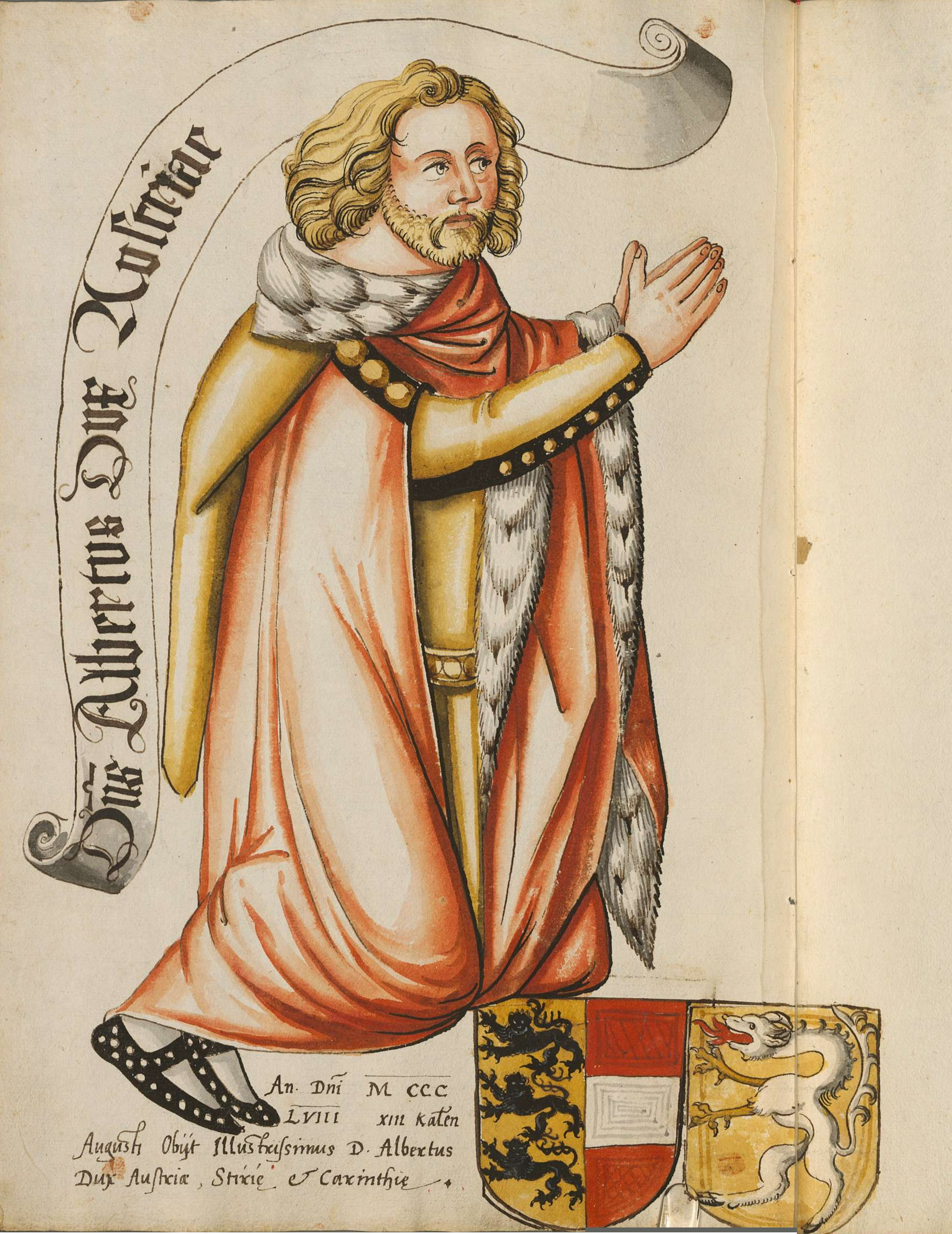
アルブレヒト2世

アルブレヒト2世（Albrecht II., 1298年12月12日 - 1358年8月16日）は、ハプスブルク家出身のオーストリア公（在位：1326年 - 1358年）。父はドイツ王アルブレヒト1世、母はケルンテン公マインハルトの娘エリーザベトで、兄にルドルフ3世（ボヘミア王ルドルフ1世）、ドイツ王フリードリヒ3世（美王）、オーストリア公レオポルト1世が、弟にオットー（陽気公）がいる。「賢公」（der Weise または der Lahme）と生前から渾名された名君で、領民から慕われた。政策としては、ルクセンブルク家、ヴィッテルスバッハ家、そしてハプスブルク家の三つ巴の時機にあって、平和路線に沿った外交を行った。在位中に戦争は1回しか行わず、その1回の敗北でスイスが事実上の独立を果たすが、こだわらず内政に没頭し、ハプスブルク家が「オーストリア家」として基盤を固めるべく奔走した。

## 生涯

### 家督の相続まで
アルブレヒト2世はアルブレヒト1世の四男として生まれた。当時のドイツ諸侯は広大な教会領から上がる莫大な高禄を狙って、次男・三男を各地の司教や大修道院長に送り込むのに躍起になった。アルブレヒトもバッサウ司教に選出されたが、教皇ヨハネス22世は1317年、理由は不明であるがアルブレヒトの司教就任を拒否した。アルブレヒトは聖界の道を断たれ、俗界に戻ることとなった。兄たちにとって厄介者となったアルブレヒトは、1324年にプフィルト伯爵家の女子相続人ヨハンナを娶ることとなった。プフィルト伯爵家は祖父ルドルフ1世の忠実な与党であったが、ハプスブルク家よりは格下であった。
アルブレヒトの3人の兄のうち、長兄ルドルフは1307年にすでに死去していたが、1326年にレオポルトが、1330年にフリードリヒ美王が相次いで死去した。兄たちの遺児に男子がいなかったため、アルブレヒトと弟のオットー陽気公がハプスブルク家領の共同統治者となった。

### ハプスブルク家断絶の危機
家督を相続した時、アルブレヒトにはまだ子がなかった。1330年3月25日、オットー陽気公の妃エリーザベトがウィーンの宮殿で、アルブレヒトと会食中に突然昏倒してそのまま死去するという事件が起こった。何者かに毒を盛られたと見られるが、アルブレヒトも倒れ、一命はとりとめたものの、歩行もままならない身体となった。こうして、派手好きで好戦的なオットー陽気公が単独統治者となった。1335年には母方の叔父ケルンテン公ハインリヒ6世が男子相続人なく死去し、弟オットーと共にケルンテン公位を継承した。
1339年2月、ヴィッテルスバッハ家の神聖ローマ皇帝ルートヴィヒ4世が不穏な動きをしていたので、オットー陽気公はチロル問題（ルドルフ4世の項で詳述）をアルブレヒトと相談すべく、グラーツからウィーンに向かったが、その途上で急死した。オットーには2人の息子がいたが、1344年に相次いで急死した。1339年11月、アルブレヒト夫妻に待望の男児ルドルフ（後の建設公ルドルフ4世）が生まれた（妃ヨハンナは39歳の高齢初産）。話ができすぎではないかと領内では噂となったが、その後5人の子をもうけて、噂は消えて行った。

### 賢公の平和政策
アルブレヒトは領民に慕われ、生前から「賢公」と渾名された。身体が不自由になった1330年以降も、週に1度は領民に正式な謁見を許した。謁見に現れたある農夫に賢公が「何が望みかな?」と問うと、農夫は「公爵様、私は何も望みません。貴方様がご健勝であられるご様子をこの目で確かめられれば他に何も望みません」と答えた、という逸話が伝えられている。
賢公は同時に「平和公」であった。ヴィッテルスバッハ家やルクセンブルク家との三つ巴の状況を脱却し、他の2家の調停役に回ったのである。賢公は、現行の秩序を重んじ皇帝に臣従を誓うことで平和を保とうとし、皇帝の帝国統治に積極的に助力した。こうした中、ルートヴィヒ4世はチロル問題で長男のブランデンブルク辺境伯ルートヴィヒ2世をチロルの女領主マルガレーテ（マウルタッシュ）と結婚させ、これに対してルクセンブルク家が教皇クレメンス6世を介入させ、ルートヴィヒ4世は破門された。同時に、ルクセンブルク家のボヘミア王ヨハンの長男カール（カール4世）が対立王に立てられた。この時、賢公はややヴィッテルスバッハ家よりの中立策をとる。賢公は、教皇庁に皇帝破門の取り消しを働きかけ、破門後も臣下の礼をとり続けてルートヴィヒ4世の信頼を得た。しかし1347年、ルートヴィヒ4世は狩猟中に卒中で逝去した。
一方で賢公は、対立王カール4世の娘カタリーナと長男ルドルフとの婚約を受け入れた。ルートヴィヒ4世が逝去した翌年の1348年、ルドルフとカタリーナの婚約が正式に取り交わされた。しかしこれで完全にルクセンブルク家に鞍替えした訳ではなく、ブランデンブルク辺境伯ルートヴィヒ2世とチロルの女領主マルガレーテの内縁夫婦への支援も続けた。カール4世がチロル奪取を狙っていることを知りつつ、自分の娘マルガレーテを内縁夫婦の息子マインハルトの許婚とした。この婚約が、後のルドルフ4世によるチロル奪取劇の布石となった。

### 内政への傾倒
ハプスブルク家がオーストリアに根付いてまだ半世紀ほどしか経っていなかった賢公の時代、オーストリアは疲弊のどん底にあった。父アルブレヒト1世が甥ヨハン・パリツィーダに暗殺された時の家内の争い、兄フリードリヒ美王とヴィッテルスバッハ家との帝位をめぐる争い、兄レオポルトのスイス独立戦争におけるモルガルテンの戦いでの大敗、弟オットー陽気公の政策などにより、ハプスブルク家領内は疲弊し、天変地異も追い討ちをかけた。
1351年、スイスの最有力都市チューリッヒがスイス誓約者同盟に加盟した。賢公はこれを阻止しようとチューリッヒに軍を差し向けるが大敗した。すると、賢公は即座にチューリッヒと単独和解した。この和平により、スイスは事実上の独立を果たすことになった。賢公はハプスブルク家の発祥地スイスへのこだわりを捨ててオーストリア内政に力を注ぎ、1340年のウィーン都市法を皮切りにさまざまな内政改革を行なった。ウィーンの市民階級育成に取り組み、貴族と聖職者の免税特権を著しく制限し、領民全てにかかる思い切った増税を断行した。貴族の私闘（フェーデ）も徹底的に押さえつけた。天変地異が発端となってユダヤ人狩りが起こった際には、果断な処置でユダヤ人保護を貫いた。ユダヤ人迫害が凄まじかったクレムス市には、軍を差し向けて徹底的に取り締まった。領民に怨嗟の声が上がったが、金融シンジケートを通して貨幣流通を円滑にし、経済の活性化をはかるため、ユダヤ人保護は必要だった。果断な処置は功を奏し、ユダヤ人迫害は鳴りを潜めた。
賢公が単独統治に入った1339年には税収が全て債権者に渡っていたが、1350年頃から好転し、賢公の晩年には帝国諸侯のうちでも有数の富豪にのし上がっていた。1355年3月にはウィーンで帝国議会が開かれるまでになり、前年ペストでやられたにもかかわらず、帝国議会のホストを務めて世界都市としての役割を果たした。

### 家憲
1355年11月、アルブレヒトは領内の家臣一同を呼び寄せ、改めてハプスブルク家に忠誠を誓わせ、家憲を発布した。この家憲には、家臣に君主への抵抗権と君主一族の内紛への介入権を認めている記述がある。息子たちに領民の安寧と国内平和を守ることを説く一方、家臣たちには実力をもって君主の非道を止めよと命じている。その意味でこの家法は、最初の民主主義的憲法のはしりと見ることができるかもしれない。この家法は、ヨーロッパにおいて続々と発せられた各家の家法の先陣を切って発せられたのであった。賢公畢生のハプスブルク家憲により、大半がオーストリアとその周辺在地領主である家臣たちと、外来のハプスブルク家との紐帯感が醸成され、ハプスブルク家は「オーストリア家」と称されていくこととなった。

## 子女

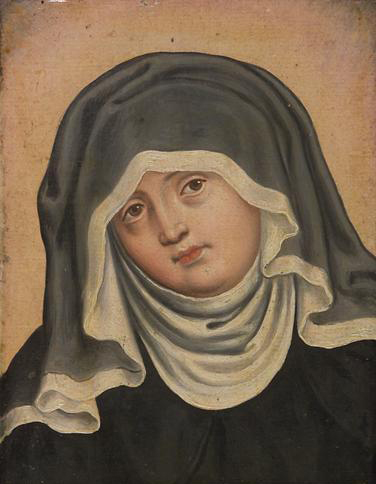
娘カタリーナ

1324年にプフィルト伯ウルリヒ3世の娘ヨハンナと結婚し、1339年から1351年の間に6子をもうけた。
- ルドルフ4世（1339年 - 1365年）
- カタリーナ（1342年 - 1381年） - ウィーンで女子修道院長
- マルガレーテ（1346年 - 1366年） - 1359年にチロル伯マインハルト3世と結婚、のち1364年にモラヴィア辺境伯ヨハン・ハインリヒ（カール4世の弟）と再婚。
- フリードリヒ3世（1347年 - 1362年）
- アルブレヒト3世（1349年 - 1395年） - ドイツ王アルブレヒト2世の祖父。
- レオポルト3世（1351年 - 1386年） - 神聖ローマ皇帝フリードリヒ3世の祖父。